# Онрё
Онрё (яп. 怨霊 онрё:, буквально "мстительный дух", иногда переводится как "гневный дух") — в японских традиционных верованиях и литературе — призрак (юрэй), который способен причинять вред в мире живых, ранить или убивать врагов или вызывать стихийные бедствия ради мести за несправедливость, проявленную к нему при жизни, а затем забрать души погибших из умирающих тел.
Этот термин пересекается в своем значении со словом горё (яп. 御霊), за исключением того, что призрак-горё не всегда гневается.

## Происхождение
Происхождение онрё неясно, свидетельства веры в их существование встречаются уже в VIII веке, они основываются на идее, что могущественные и разъярённые души умерших могут как-то влиять на живых, в том числе приносить им вред или даже убивать. Древнейший известный культ онрё возник после смерти принца Нагаи в 729 году; первая запись об одержимости духом онрё, влияющим на здоровье, найдена в хронике «Сёку нихонги» (797 год), там говорится, что «душа Фудзивары Хироцугу причинила Гэмбо смертельный вред» (Хироцугу был казнён за мятеж против монаха Гэмбо).

## Исторические примеры
Традиционно в Японии считалось, что онрё, движимый жаждой мести, способен не только причинить смерть своему врагу, как в случае с мстительным духом Хироцугу, которого считают ответственным за убийство монаха Гэмбо, но и вызывать стихийные бедствия, такие как землетрясения, пожары, штормы, засуха, голод и эпидемии (как в случае духа принца Савары, озлобленного на своего брата, императора Камму). Месть, совершаемая сверхъестественными силами, называется татари (яп. 祟り).
Принц Ямабэ (Будущий Император Камму) выдвинул против своего брата Савары обвинения в заговоре с целью завладеть троном и приказал отправиться в ссылку в провинцию Авадзи. По дороге в Авадзи Савара перестал есть и умер от голода. По мнению ряда учёных, перенос Камму столицы в Нагаокакё, а оттуда в Киото, был совершён в попытке избежать гнева Савары. Неудачи, однако, продолжились, и император попытался снять проклятие, совершив буддийские обряды в знак уважения и даровав принцу Саваре посмертный титул императора.
Другим примером умиротворения духа онрё является случай Сугавара-но Митидзанэ, который был обвинён в придворных интригах и умер в изгнании. После его смерти Киото поразила чума, убившая среди прочих сыновей императора Дайго, ливни и смертоносные молнии. Суд попытался прекратить месть духа Митидзанэ, восстановив его в должности. Позже в его честь было воздвигнуто святилище Китано-Тэммангу, а сам он стал божеством Тэндзином.

## В культуре
Героиня истории Ёцуя Кайдан Оива также стала онрё после того, как её семейное счастье было разрушено завистницей. В этой истории муж остаётся невредимым, однако он становится объектом мести онрё. Оива не наносит ему физических увечий, но мучает психологически.
В рассказе «Как жена стала мстительным призраком и как её гнев был отвращён прорицателем» из средневековой коллекции Кондзяку моногатари-сю мужчина бросает свою жену, после чего её находят мёртвой. Муж, опасаясь возмездия её духа, просит прорицателя о помощи. Тот учит мужчину, что он должен оседлать труп, схватив его за волосы, и держаться изо всех сил, так как призрак будет пытаться его скинуть. Мужчина делает это, призрак жалуется на то, какой он тяжёлый, и выходит из дома, чтобы найти кого-то (предположительно, своего мужа), но через день сдаётся и возвращается в дом, после чего прорицатель завершает изгнание призрака с помощью заклинания.
В истории «О нарушенном обещании» из провинции Идзумо, написанной Лафкадио Херном, самурай клянётся своей умирающей жене никогда больше не жениться. Вскоре он нарушает это обещание, и призрак предупреждает его, а затем убивает молодую невесту, отрывая ей голову. Стражники преследуют привидение и одним взмахом меча, читая буддийскую молитву, уничтожают его.
Онрё является частью жанра J-Horror (с англ. — «японские ужасы»), наиболее заметными из которых являются Садако Ямамура, Самара Морган и Каяко Саэки из франшиз «Звонок» и «Проклятие» соответственно. Персонажи в этих работах — почти исключительно женщины, которых обидели в жизни, из-за чего они вернулись в облике онрё.
Онрё упоминаются в игре Phasmophobia в качестве одного из видов призраков, противостоящих игроку.
Также Онрё (англ. «The Onryō») — один из персонажей игры Dead by Daylight женского пола в роли убийцы. Настоящее имя убийцы — Садако Ямамура (англ. Sadako Yamamura). Мстительный призрак, владеющий силой ненша.